# Imanol Erviti
Imanol Erviti Ollo (Pamplona, 15 november 1983) is een Spaans voormalig wielrenner die tussen 2005 en 2023 actief was voor Movistar (en voorganger Caisse d'Epargne).

## Carrière
Erviti boekte zijn grootste zeges in de Ronde van Spanje door twee etappes te winnen: de achttiende in 2008 en de tiende in 2010. In Grote Rondes trok Erviti meerdere malen ten aanval. In de Tour van 2010 maakte hij één keer deel uit van de vlucht van de dag. In de Tour van het jaar erna probeerde Erviti het tweemaal, beide keren tevergeefs.

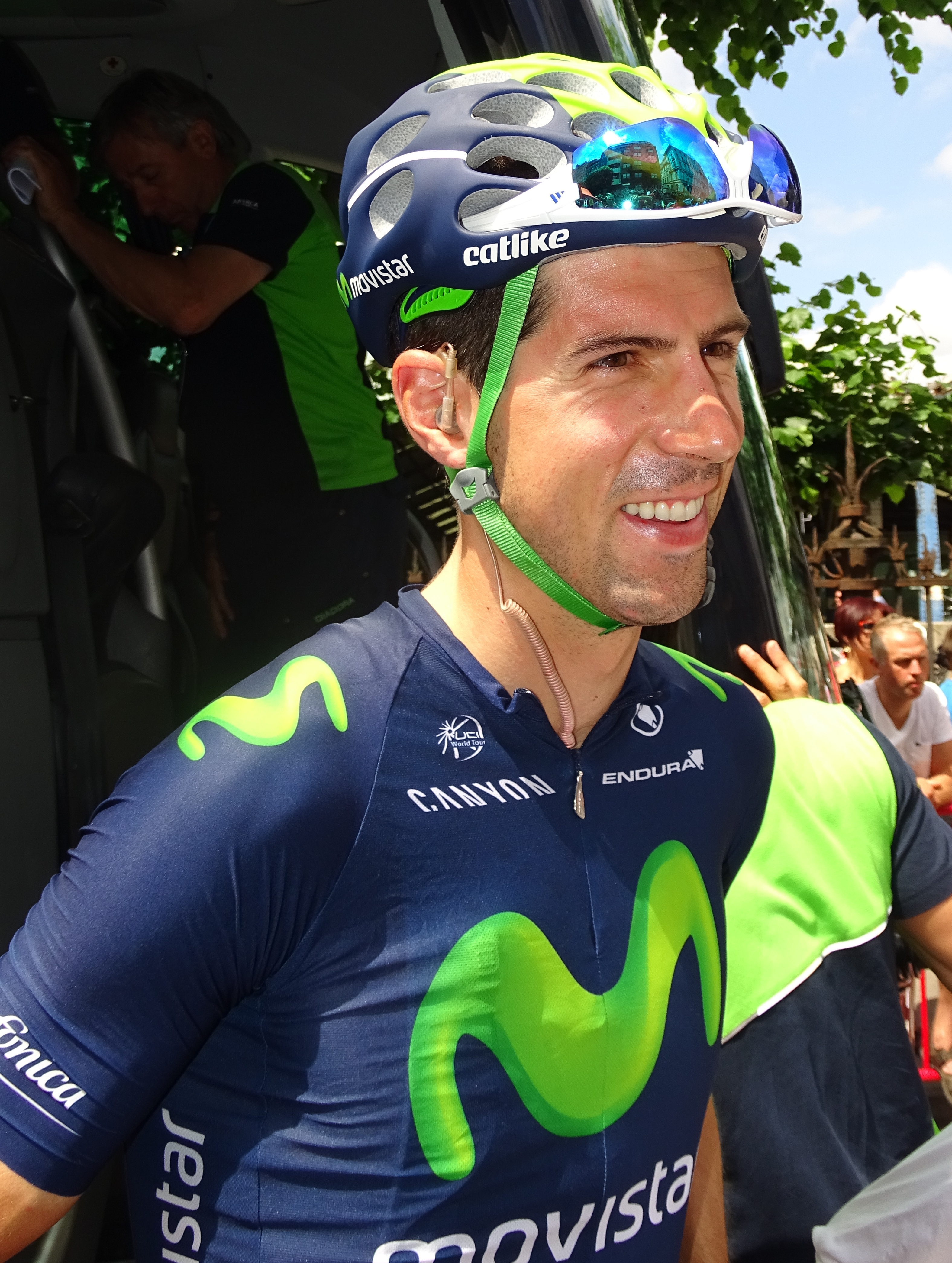
Erviti in 2015

In 2016 trok Erviti na 78 kilometer koers ten aanval in de Ronde van Vlaanderen. Hij hield lang stand en eindigde op een zevende plaats. Ook een week later in Parijs-Roubaix zat Erviti in de vroege vlucht. Pas in het slot van de wedstrijd loste hij in de kopgroep, waarna hij nog negende werd. In augustus van dat jaar nam Erviti deel aan de wegwedstrijd op de Olympische Spelen in Rio de Janeiro, maar reed deze niet uit.

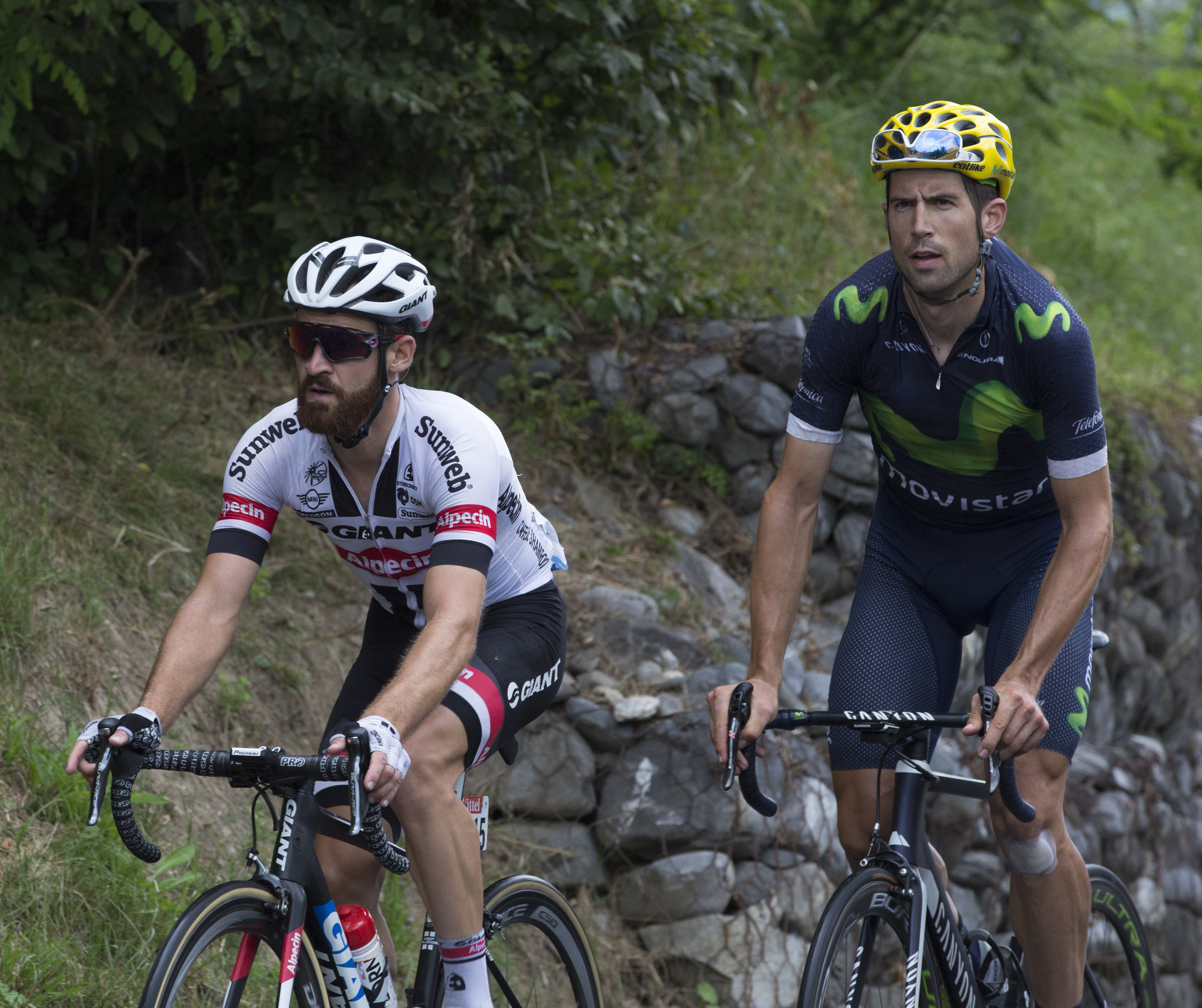
Erviti (rechts) en Simon Geschke tijdens de negentiende etappe in de Ronde van Frankrijk van 2016

In 2022 reed Erviti de Ronde van Frankrijk niet uit, nadat hij wegens een positieve test op COVID-19 uit de wedstrijd werd gehaald. Een jaar later stopte hij als professioneel wielrenner, na negentien seizoenen in het professionele circuit te hebben gereden. Na zijn wielerpensioen begon hij als ploegleider bij INEOS Grenadiers.

## Overwinningen
2004
6e etappe Ronde van Navarra
2007
1e etappe Ronde van de Middellandse Zee (ploegentijdrit)
1e etappe Ronde van Catalonië (ploegentijdrit)
2008
18e etappe Ronde van Spanje
2009
2e etappe Ronde van de Middellandse Zee (ploegentijdrit)
2010
10e etappe Ronde van Spanje
2011
Ronde van La Rioja
2012
1e etappe Ronde van Spanje (ploegentijdrit)
2014
1e etappe Ronde van Spanje (ploegentijdrit)

## Resultaten in voornaamste wedstrijden
| Jaar | Ronde van Italië | Ronde van Frankrijk | Ronde van Spanje |
| ---- | ---------------- | ------------------- | ---------------- |
| 2005 |                  |                     |                  |
| 2006 | 81e              |                     |                  |
| 2007 |                  |                     | 62e              |
| 2008 |                  |                     | 99e (1)          |
| 2009 |                  |                     | 100e             |
| 2010 |                  | 76e                 | 76e (1)          |
| 2011 |                  | 88e                 | 126e             |
| 2012 |                  | opgave              | 132e             |
| 2013 |                  | 118e                | 102e             |
| 2014 |                  | 81e                 | 63e              |
| 2015 |                  | 115e                | 100e             |
| 2016 |                  | 108e                | 84e              |
| 2017 |                  | 92e                 |                  |
| 2018 |                  | 77e                 | 92e              |
| 2019 |                  | 99e                 | 64e              |
| 2020 |                  | 74e                 | 47e              |
| 2021 |                  | 67e                 | 66e              |
| 2022 |                  | opgave              |                  |
| 2023 |                  |                     | 78e              |

| Jaar | Milaan-San Remo | Gent-Wevelgem | Ronde van Vlaanderen | Parijs-Roubaix | Amstel Gold Race | Luik-Bast.‑Luik | Ronde van Lombardije | Parijs-Tours |  | WK op de weg |  | Wereldranglijsten |
| ---- | --------------- | ------------- | -------------------- | -------------- | ---------------- | --------------- | -------------------- | ------------ |  | ------------ |  | ----------------- |
| 2005 | 161e            |               | opgave               | opgave         |                  |                 |                      | 107e         |  |              |  |                   |
| 2006 | 121e            |               | opgave               | 50e            |                  |                 |                      |              |  |              |  |                   |
| 2007 | 51e             | 18e           | 70e                  | 94e            |                  |                 | 44e                  | 35e          |  |              |  | 171e (UPT)        |
| 2008 | 85e             | 40e           | 74e                  | 69e            |                  |                 | 76e                  | 23e          |  |              |  |                   |
| 2009 | 59e             | opgave        | 56e                  | 40e            |                  |                 | opgave               | 114e         |  |              |  |                   |
| 2010 |                 |               | opgave               | opgave         | 81e              | 129e            | opgave               |              |  | opgave       |  | 139e (UWK)        |
| 2011 |                 |               | 66e                  | 45e            |                  |                 | opgave               |              |  | 92e          |  |                   |
| 2012 |                 | 42e           | 78e                  | 50e            | 88e              | 101e            |                      |              |  |              |  |                   |
| 2013 |                 |               | 90e                  | 82e            | opgave           | opgave          |                      |              |  |              |  |                   |
| 2014 |                 | 41e           | 55e                  | 61e            | opgave           | 124e            |                      |              |  | 65e          |  | 181e (UWT)        |
| 2015 |                 |               | 119e                 | 64e            | opgave           | opgave          |                      |              |  | opgave       |  |                   |
| 2016 |                 |               | 7e                   | 9e             | 114e             | opgave          |                      |              |  | 33e          |  | 95e (UWT)         |
| 2017 |                 |               | 87e                  | 61e            | 118e             | 134e            |                      |              |  | 54e          |  | 297e (UWT)        |
| 2018 |                 |               | 60e                  | 30e            | opgave           | 126e            |                      |              |  |              |  |                   |
| 2019 |                 |               | 43e                  | 73e            | opgave           | 92e             |                      |              |  | 44e          |  |                   |
| 2020 |                 |               |                      |                |                  | 72e             |                      |              |  |              |  |                   |
| 2021 |                 | 24e           | opgave               | opgave         |                  |                 |                      |              |  | 43e          |  |                   |
| 2022 |                 | 75e           | 71e                  | opgave         |                  |                 | 94e                  |              |  |              |  |                   |
| 2023 |                 |               |                      |                |                  |                 | 96e                  |              |  |              |  |                   |

## Ploegen
- 2005 –  Illes Balears-Caisse d'Epargne
- 2006 –  Caisse d'Epargne-Illes Balears
- 2007 –  Caisse d'Epargne
- 2008 –  Caisse d'Epargne
- 2009 –  Caisse d'Epargne
- 2010 –  Caisse d'Epargne
- 2011 –  Movistar Team
- 2012 –  Movistar Team
- 2013 –  Movistar Team
- 2014 –  Movistar Team
- 2015 –  Movistar Team
- 2016 –  Movistar Team
- 2017 –  Movistar Team
- 2018 –  Movistar Team
- 2019 –  Movistar Team
- 2020 –  Movistar Team
- 2021 –  Movistar Team
- 2022 –  Movistar Team
- 2023 –  Movistar Team

Arrieta ·
Arroyo ·
Becke ·
Carrasco ·
Colom ·
Erviti ·
Escobar ·
Gálvez ·
García ·
Gonzalez ·
Gutiérrez ·
Horrach ·
Julia ·
Karpets ·
Lastras ·
Leonet ·
Mancebo ·
Navas ·
A. Osa ·
U. Osa ·
Pérez ·
Pradera ·
Reynés ·
Tauler ·
Valverde ·
Zandio
Arroyo ·
Berthou ·
Brard ·
Carrasco ·
Colom ·
Erviti ·
Fertonani ·
Gálvez (tot 26/11) ·
García ·
Gutiérrez ·
Horrach ·
Jefimkin ·
Julia ·
Karpets ·
Lastras ·
Leonet ·
Markov ·
Pereiro ·
A. Pérez ·
F. Pérez ·
Perget ·
Portal ·
Pradera ·
Reynés ·
Rodríguez ·
Valverde ·
Zaballa ·
Zandio
Arroyo ·
Berthou ·
Brard ·
Erviti ·
Fertonani ·
García ·
Gutiérrez ·
Horrach ·
Jefimkin ·
Karpets ·
Lastras ·
López ·
Losada ·
Markov ·
Pereiro ·
A. Pérez ·
F. Pérez ·
Perget ·
Plaza ·
N. Portal ·
S. Portal ·
Reynés ·
Rodríguez ·
Rojas ·
Sánchez ·
Valverde ·
Zaballa ·
Zandio
Arroyo ·
Charteau ·
Coyot ·
Drujon ·
Erviti ·
García ·
Gutiérrez ·
Horrach ·
Karpets ·
Lastras ·
López ·
Losada ·
Moreno ·
Pasamontes ·
Patanchon ·
Pereiro ·
F. Pérez ·
M. Pérez ·
Perget ·
Portal ·
Rodríguez ·
Rojas ·
Rujano ·
Sánchez ·
Urán ·
Valverde ·
Zandio
Amador ·
Arroyo ·
Charteau ·
Costa ·
Coyot ·
Drujon ·
Erviti ·
García ·
Gutiérrez ·
Jeannesson ·
Kiryjenka ·
Lastras ·
López ·
Losada ·
Madrazo ·
Moreno ·
Pasamontes ·
Pereiro ·
F. Pérez ·
M. Pérez ·
Perget ·
Portal ·
Rodríguez ·
Rojas ·
Sánchez ·
Urán ·
Valverde ·
Zandio
Amador ·
Arroyo ·
Bruseghin ·
Cobo ·
Costa ·
Coyot ·
Drujon ·
Erviti ·
García ·
Gutiérrez ·
Jeannesson ·
Kiryjenka ·
Lastras ·
López ·
Losada ·
Madrazo ·
Moreau ·
Pasamontes ·
Pérez ·
Perget ·
Plaza ·
Rojas ·
Sánchez ·
Soler ·
Urán ·
Valverde ·
Zandio
Amador · 
Arroyo · 
Bruseghin ·  
Costa · 
Erviti · 
García · 
Gutiérrez · 
Herrada ·  
Intxausti · 
Iriarte · 
Kiryjenka · 
Konovalovas ·
Lastras · 
López · 
Madrazo · 
Oyarzún · 
Pardilla · 
Pasamontes · 
Pérez ·
Plaza · 
Rojas · 
Samojlaw · 
Sanz · 
Soler · 
Tondó (tot 23/05) ·  
Ventoso
Amador · 
Arroyo · 
Bruseghin · 
Castroviejo ·
Cobo · 
Costa · 
Erviti · 
Gutiérrez · 
Jesús Herrada ·  
José Herrada ·
Intxausti · 
Iriarte · 
Karpets · 
Kiryjenka · 
Konovalovas ·
Lastras · 
López · 
Madrazo · 
Moreno · 
Pardilla · 
Plaza · 
Quintana · 
Rojas · 
Samojlaw · 
Sanz · 
Valverde · 
Ventoso ·
Visconti · 
Angarita (stagiair)
Amador · 
Arroyo · 
Bruseghin · 
Capecchi · 
Castroviejo · 
Cobo · 
Costa  · 
Dowsett · 
Erviti · 
Jesús Herrada · 
José Herrada · 
Gutiérrez · 
Intxausti · 
Karpets · 
Lastras · 
Madrazo · 
Moreno · 
Pardilla · 
Plaza · 
Quintana · 
Rojas · 
Samojlaw · 
Sanz · 
Szmyd · 
Valverde · 
Ventoso · 
Visconti
Amador · Antón · Capecchi · Castroviejo · Dowsett · Erviti · Gadret ·  Gutiérrez · Jesús Herrada · José Herrada · Intxausti · G. Izagirre · J. Izagirre · Lastras · Lobato · Malori · Moreno · Plaza · D. Quintana · N. Quintana · Rojas · Sanz · Sütterlin · Szmyd · Valverde · Ventoso · Visconti
Amador · Anacona · Antón · Capecchi · Castroviejo · Dowsett · Erviti · Fernández · Gadret · Jesús Herrada · José Herrada · Intxausti · G. Izagirre · J. Izagirre · Lastras · Lobato · Malori · Moreno · D. Quintana · N. Quintana · Rojas · Sanz · Soler · Sutherland · Sütterlin · Valverde · Ventoso · Visconti
Amador · Anacona · Arcas · Betancur · Castroviejo   · Dowsett · Erviti · Fernández · Jesús Herrada · José Herrada · G. Izagirre · J. Izagirre · Lobato · Malori · D. Moreno · J. Moreno · Oliveira · Pedrero · D. Quintana · N. Quintana · Rojas · Soler · Sutherland · Sütterlin · Valverde · Ventoso · Visconti  · Carapaz (stagiair)
Amador · Anacona · Arcas · Barbero · Bennati · Betancur · Bico · Carapaz · Carretero · Castroviejo   · de la Parte · Dowsett · Erviti · Fernández · Jesús Herrada · José Herrada · Izagirre · Malori · Moreno · Oliveira · Pedrero · D. Quintana · N. Quintana · Rojas · Soler · Sutherland · Sütterlin · Valverde
Amador · Anacona · Arcas · Barbero · Bennati · Betancur · Bico · Carapaz · Carretero · Castrillo · de la Parte · Erviti · Fernández · Landa · Oliveira · Pedrero · D. Quintana · N. Quintana · Rojas · Rosón · Sepúlveda · Soler · Sütterlin · Valls · Valverde 
Amador · Anacona · Arcas · Barbero · Bennati · Betancur · Carapaz · Carretero · Castrillo · Erviti · Fernández · Landa · Mas · Oliveira · Pedrero · Prades · Quintana · Roelandts · Rojas · Rosón · Sepúlveda · Soler · Sütterlin · Valls · 
Valverde  · Verona
Alba · Arcas · Betancur (tot 31/08) · Carretero · Cataldo · Cullaigh · Elosegui · Erviti · Hollmann · Jacobs · Jorgenson · E. Mas · L. Mas · Mora · Norsgaard · Oliveira · Pedrero · Prades · Roelandts · Rojas · Rubio · Samitier · Sepúlveda · Soler · Torres · Valverde · Verona · Villella
Alba · Arcas · Carretero · Cataldo · Cullaigh · Elosegui · Erviti · García · González ·  Hollmann · Jacobs · Jorgenson · López (tot 1/10) · E. Mas · L. Mas · Mora · Mühlberger · Norsgaard · Oliveira · Pedrero · Rojas · Rubio · Samitier · Serrano · Soler · Torres · Valverde · Verona · Villella
Aranburu · Arcas · Barta · Elosegui · Erviti · García · González · Hollmann · Izagirre · Jacobs · Jorgenson · Kanter · Lazkano · E. Mas · L. Mas · Mühlberger · Norsgaard · Oliveira · Pedrero · Rangel Costa · Rodríguez · Rojas · Rubio · Samitier · Serrano · Sosa · Torres · Valverde · Verona
Aranburu · Arcas · Barta · Erviti · García · Gaviria · González · Guerreiro · Hollmann · Izagirre · Jacobs · Jorgenson · Kanter · Lazkano · E. Mas · L. Mas · Mühlberger · Norsgaard · Oliveira · Pedrero · Rangel Costa · Rodríguez · Rojas · Romeo · Rubio · Samitier · Serrano · Sosa · Torres · Verona